# 京陵城遗址
京陵城遗址是一座古遗址，位于山西省晋中市平遥县岳壁乡闫良庄村，遗址采集有汉代泥质灰陶罐、盆及绳纹筒瓦等残片。
2003年1月15日，京陵城遗址公布为晋中市文物保护单位。